# Nati nel 1912/Ottobre
| Questa pagina contiene informazioni ricavate automaticamente dalle voci biografiche con l'ausilio del template Bio e di un bot. L'aggiornamento è periodico e automatico e ricostruisce completamente la pagina. Se manca una persona in questa lista, sei pregato di non aggiungerla, ma accertati piuttosto che la sua voce biografica contenga il template Bio e che i dati anagrafici siano correttamente compilati. Se il template Bio manca, inseriscilo tu stesso o, in alternativa, metti l'avviso {{tmp\|Bio}} che ne segnala la mancanza. Se i dati riportati sono sbagliati, correggi direttamente la voce biografica; le modifiche saranno visibili in questa lista entro pochi giorni. Per chiarimenti vedi il progetto biografie. La lista contiene solo le 135 persone che sono citate nell'enciclopedia e per le quali è stato implementato correttamente il template Bio. Pagina aggiornata al 26 lug 2025. |

- 1º ottobre - Rudy Bond, attore statunitense († 1982)
- 1º ottobre - André Cavens, regista belga († 1971)
- 1º ottobre - Witold Gerutto, multiplista, pesista e dirigente sportivo polacco († 1973)
- 1º ottobre - Lev Nikolaevič Gumilëv, storico, etnologo e antropologo sovietico († 1992)
- 1º ottobre - Kathleen Ollerenshaw, matematica e politica britannica († 2014)
- 2 ottobre - Dina Bellotti, pittrice italiana († 2003)
- 2 ottobre - Bjarne Iversen, fondista norvegese († 1999)
- 2 ottobre - Frank Malina, ingegnere e pittore statunitense († 1981)
- 3 ottobre - Erland Erlandsen, attore tedesco († 2003)
- 3 ottobre - Giuliano Nostini, schermidore italiano († 1983)
- 3 ottobre - Otello Pighin, ingegnere e partigiano italiano († 1945)
- 4 ottobre - Gennaro Auletta, presbitero, traduttore e scrittore italiano († 1981)
- 4 ottobre - Bernard Chevallier, cavaliere francese († 1997)
- 4 ottobre - Antonio Dalmau Rosich, religioso spagnolo († 1936)
- 5 ottobre - Ettore Calvelli, scultore e medaglista italiano († 1997)
- 5 ottobre - Horace Gwynne, pugile canadese († 2001)
- 5 ottobre - Karl Hass, militare e criminale di guerra tedesco († 2004)
- 5 ottobre - João Marinho Neto, supercentenario brasiliano
- 5 ottobre - Riley Thomson, animatore e fumettista statunitense († 1960)
- 6 ottobre - Mario Berri, magistrato e giurista italiano († 1996)
- 6 ottobre - Adolph Braeckeveldt, ciclista su strada belga († 1985)
- 6 ottobre - Guido Lazzarini, attore italiano († 1991)
- 6 ottobre - Luciano Savio, imprenditore italiano († 2001)
- 7 ottobre - Fernando Belaúnde Terry, politico peruviano († 2002)
- 7 ottobre - Germano Mian, allenatore di calcio e calciatore italiano († 1966)
- 7 ottobre - Peter Walker, pilota automobilistico inglese († 1984)
- 8 ottobre - Mario Nardi, partigiano e generale italiano († 2007)
- 8 ottobre - Günter Stephan, calciatore tedesco († 1995)
- 8 ottobre - Max Westerkamp, hockeista su prato olandese († 1970)
- 8 ottobre - Saul Winstein, chimico canadese († 1969)
- 9 ottobre - Alex Eke, cestista britannico († 2004)
- 9 ottobre - Alberto Giovannini, giornalista e scrittore italiano († 1984)
- 9 ottobre - Adolfo Guido Lavalle, schermidore argentino († 1982)
- 9 ottobre - Helmut Roloff, pianista e insegnante tedesco († 2001)
- 10 ottobre - Alfredo Casardi, militare italiano († 1938)
- 10 ottobre - Thomas Stoltz Harvey, patologo statunitense († 2007)
- 11 ottobre - Henrietta Bell Wells, attivista statunitense († 2008)
- 11 ottobre - Vinzenz Maria Demetz, tenore e compositore italiano († 2006)
- 11 ottobre - Bob Regh, cestista statunitense († 1999)
- 12 ottobre - Mahala Ashley Dickerson, avvocatessa e attivista statunitense († 2007)
- 12 ottobre - Thomas Doe, bobbista statunitense († 1969)
- 12 ottobre - Edward Hidalgo, politico statunitense († 1995)
- 12 ottobre - Grigorij Panteleevič Kravčenko, aviatore sovietico († 1943)
- 12 ottobre - Heinrich Lausberg, filologo tedesco († 1992)
- 12 ottobre - Dionisio Ridruejo, poeta, scrittore e politico spagnolo († 1975)
- 12 ottobre - Red Rountree, criminale statunitense († 2004)
- 13 ottobre - Bernard V. Bothmer, egittologo statunitense († 1993)
- 13 ottobre - Anselmo Durigon, militare italiano († 1943)
- 13 ottobre - Cornel Wilde, attore e regista ungherese († 1989)
- 14 ottobre - Cui Wei, attore e regista cinese († 1979)
- 14 ottobre - Theo Kitt, bobbista tedesco
- 14 ottobre - Vlastimil Kopecký, calciatore cecoslovacco († 1967)
- 14 ottobre - István Lukács, calciatore ungherese († 1960)
- 14 ottobre - Mario Passante, attore cinematografico italiano († 1974)
- 14 ottobre - Albert Richter, ciclista su strada e pistard tedesco († 1940)
- 14 ottobre - Helmut Schelsky, sociologo tedesco († 1984)
- 15 ottobre - Louis Delfino, generale e aviatore francese († 1968)
- 15 ottobre - Jadwiga Jędrzejowska, tennista polacca († 1980)
- 15 ottobre - Gino Priolo, militare e aviatore italiano († 1943)
- 15 ottobre - Mario Roffi, politico e letterato italiano († 1995)
- 15 ottobre - Eros Sequi, poeta, scrittore e traduttore italiano († 1995)
- 16 ottobre - Victor Abens, politico lussemburghese († 1993)
- 16 ottobre - Robert Dorgebray, ciclista su strada francese († 2005)
- 16 ottobre - Edmund Giemsa, calciatore polacco († 1994)
- 16 ottobre - Berry Kroeger, attore statunitense († 1991)
- 16 ottobre - Bruno Longo, calciatore italiano
- 16 ottobre - Gérard Landry, attore argentino († 1999)
- 16 ottobre - Giovanni Nuvoletti, scrittore, attore e personaggio televisivo italiano († 2008)
- 16 ottobre - Lorenzo Prola, militare italiano († 1938)
- 16 ottobre - Fortunato Yambao, cestista filippino († 1970)
- 17 ottobre - Papa Giovanni Paolo I, papa, vescovo cattolico e cardinale italiano († 1978)
- 17 ottobre - Jože Udovič, poeta e traduttore sloveno († 1986)
- 17 ottobre - John Wiethe, giocatore di football americano, cestista e allenatore di pallacanestro statunitense († 1989)
- 17 ottobre - Oleksij Zaryc'kyj, presbitero ucraino († 1963)
- 18 ottobre - Giovanni Giraudo, funzionario e politico italiano († 2000)
- 18 ottobre - Aurelio Sabattani, cardinale e arcivescovo cattolico italiano († 2003)
- 18 ottobre - Philibert Tsiranana, politico malgascio († 1978)
- 19 ottobre - Nice Contieri, slavista italiana († 1965)
- 19 ottobre - Mario Foschiani, partigiano italiano († 1945)
- 19 ottobre - Stephen Ward, medico e disegnatore britannico († 1963)
- 19 ottobre - Kazuo Yamada, compositore e direttore d'orchestra giapponese († 1991)
- 20 ottobre - Marcel Couraud, direttore di coro e direttore d'orchestra francese († 1986)
- 20 ottobre - Giuseppe Gagliano, compositore, violoncellista e direttore d'orchestra italiano († 1995)
- 20 ottobre - Meredith Gardner, linguista statunitense († 2002)
- 20 ottobre - Carlo Pietrangeli, archeologo e museologo italiano († 1995)
- 20 ottobre - Pat Moore, attore britannico († 2004)
- 20 ottobre - Rolando Tortora, calciatore uruguaiano
- 20 ottobre - Vũ Trọng Phụng, scrittore e giornalista vietnamita († 1939)
- 21 ottobre - Don Byas, sassofonista statunitense († 1972)
- 21 ottobre - Andrejs Eglītis, scrittore lettone († 2006)
- 21 ottobre - Alfredo Pián, pilota automobilistico argentino († 1990)
- 21 ottobre - Georg Solti, direttore d'orchestra ungherese († 1997)
- 22 ottobre - Emilio Bianchi, militare italiano († 2015)
- 22 ottobre - Harry Callahan, fotografo statunitense († 1999)
- 22 ottobre - Frances Drake, attrice statunitense († 2000)
- 22 ottobre - Philip H. Lathrop, direttore della fotografia statunitense († 1995)
- 22 ottobre - Fernando Malvezzi, militare e aviatore italiano († 2003)
- 22 ottobre - Maurizio Marini, calciatore e dirigente sportivo italiano († 1988)
- 22 ottobre - Esther Réthy, soprano ungherese († 2004)
- 23 ottobre - Edgardo Dell'Acqua, fumettista italiano († 1986)
- 24 ottobre - Silviu Bindea, calciatore rumeno († 1992)
- 24 ottobre - Raffaele Briega Morales, religioso spagnolo († 1936)
- 24 ottobre - Hermann Graf, aviatore e ufficiale tedesco († 1988)
- 24 ottobre - Chaim Hirszman, superstite dell'Olocausto polacco († 1946)
- 25 ottobre - Emiliano Álvarez, ciclista su strada spagnolo († 1987)
- 25 ottobre - Ignazio Balsamo, attore, doppiatore e produttore cinematografico italiano († 1994)
- 25 ottobre - Abdelkader Ben Bouali, calciatore francese († 1997)
- 25 ottobre - Alfred Klingler, pallamanista tedesco
- 25 ottobre - Les McDowall, allenatore di calcio e calciatore scozzese († 1991)
- 25 ottobre - Juan Otxoantezana, allenatore di calcio e calciatore spagnolo († 1998)
- 25 ottobre - Luigi Raimondi, cardinale e arcivescovo cattolico italiano († 1975)
- 25 ottobre - Glenn Roberts, cestista statunitense († 1980)
- 25 ottobre - Federico Zardi, drammaturgo, sceneggiatore e giornalista italiano († 1971)
- 26 ottobre - Birger Breivik, politico norvegese († 1996)
- 26 ottobre - Don Siegel, regista, montatore e produttore cinematografico statunitense († 1991)
- 27 ottobre - Aleksandr Nikolaevič Kibizov, militare sovietico († 2001)
- 27 ottobre - Conlon Nancarrow, compositore statunitense († 1997)
- 27 ottobre - Madeleine Sologne, attrice francese († 1995)
- 27 ottobre - Olav Ulvestad, scacchista statunitense († 2000)
- 28 ottobre - Art Chapman, cestista canadese († 1986)
- 28 ottobre - Juan Estrada, calciatore argentino († 1985)
- 28 ottobre - Alfred Schmalzer, pallamanista austriaco († 1944)
- 28 ottobre - Richard Doll, medico, epidemiologo e fisiologo britannico († 2005)
- 29 ottobre - Bruno Cassinari, pittore e scultore italiano († 1992)
- 29 ottobre - Andrea De Giovanni, fotografo italiano († 1986)
- 30 ottobre - William Archibald, fisico canadese († 2001)
- 30 ottobre - Riccardo Balagna, militare e aviatore italiano († 1941)
- 31 ottobre - Jean Améry, superstite dell'Olocausto e scrittore austriaco († 1978)
- 31 ottobre - Moisés Carmona, vescovo messicano († 1991)
- 31 ottobre - Dale Evans, attrice e cantautrice statunitense († 2001)
- 31 ottobre - Ollie Johnston, animatore statunitense († 2008)
- 31 ottobre - Silvio Oliboni, pittore italiano († 1976)
- 31 ottobre - Arthur V. Peterson, militare statunitense († 2008)
- 31 ottobre - Anton Thumann, militare tedesco († 1946)
- 31 ottobre - Antonio Vilar, attore portoghese († 1995)